# Орнитофагия

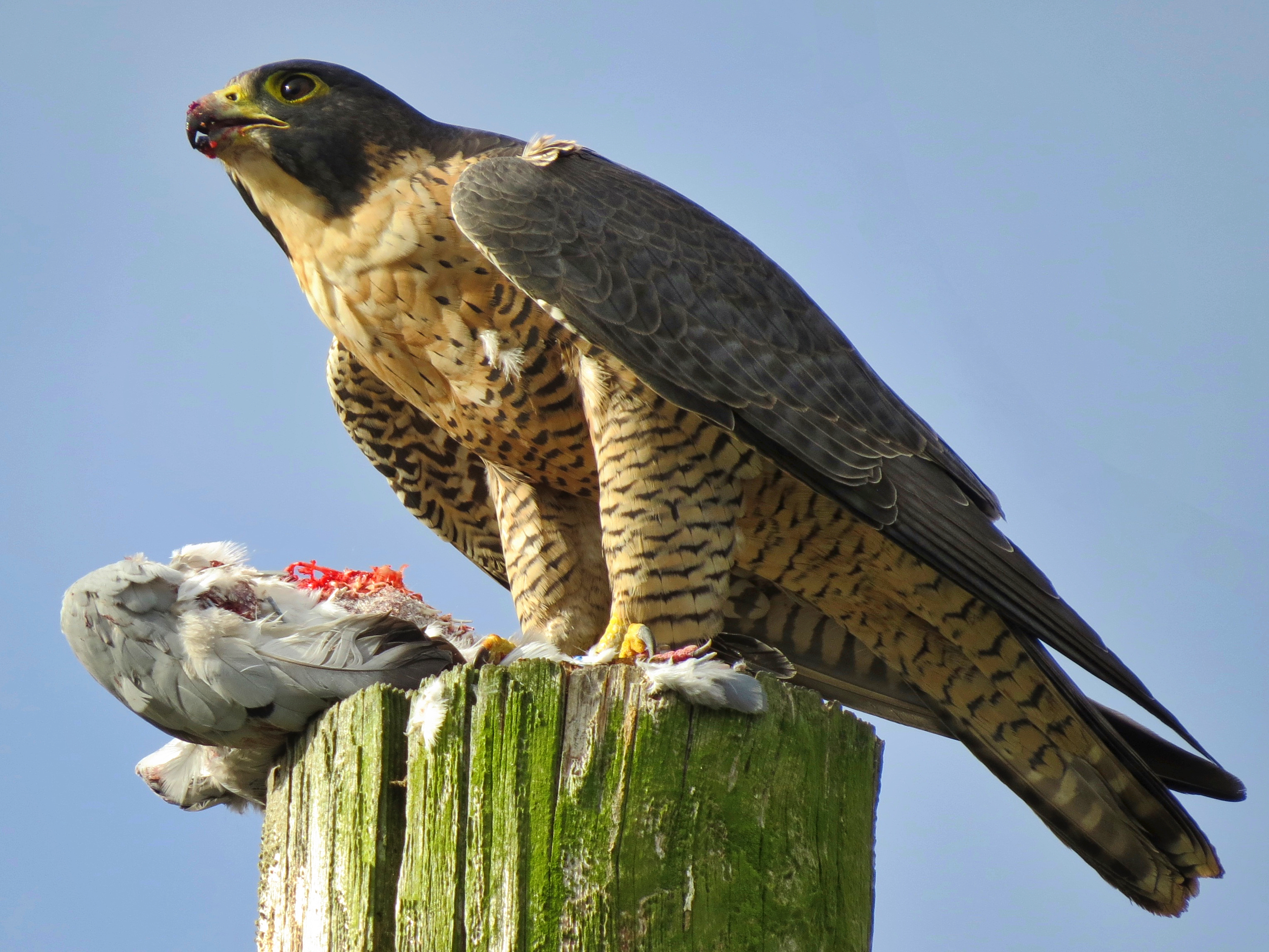
Сапсан, поедающий голубя

Орнитофагия (от греч. ὄρνις, родит. п. ὄρνιθος — «птица», и φάγειν — «поедать») — специализированная форма питания и пищевого поведения некоторых позвоночных животных, охотящихся и питающихся птицами. На взрослых птиц чаще всего охотятся другие, хищные птицы и некоторые хищные млекопитающие. В то время как яйца (поедание яиц называется оофагия) и ещё не умеющих летать птенцов могут поедать множество разнообразных хищников от змей и крупных ящериц до рыб (плавающих на поверхности воды птенцов) и крупных хищных членистоногих, таких как некоторые крабы.

## Птицы
Среди самих птиц на охоте на других пернатых специализируются некоторые соколы и ястребиные. К общим особенностям таких птиц относится форма черепа, хорошо приспособленная для хватания и дробления клювом, хотя и менее адаптированная для поворотов шеи. У питающихся другими птицами хищных птиц также наблюдается более выраженный половой диморфизм, чем у других хищников: у них самки заметно крупнее самцов. Одни птиц-орнитофаги, такие как ястреб-перепелятник, полосатый ястреб, туркестанский тювик и ястреб Tachyspiza virgata, ловят свою добычу из засады, вылетая из укрытия на дереве или кусте, заставая её врасплох. В отличие от них, средиземноморский сокол охотится на открытой местности, преследуя птиц горизонтально. А южномексиканский сокол использует как охоту из засады, так и более длительные полёты. Сапсан же пикирует на летящих птиц с большой высоты со скоростью, которая может превышать 300 км/ч.
Вымерший новозеландский орел Хааста, как предполагается, охотился на крупных нелетающих птиц моа и был самой крупной хищной птицей современности.

## Млекопитающие
В определённых биотопах птицы составляют основную часть рациона различных хищников, например, взрослых морских леопардов, которые охотятся в основном на пингвинов, песцов, живущих в прибрежных районах, где в изобилии селятся колониями кайры, чистики, чайки и другие морские птицы, и интродуцированных в Новую Зеландию горностаев, против которых абсолютно беззащитны местные нелетающие птицы, такие как такахе и киви. Вообще на птиц периодически, при случае охотятся большинство хищных млекопитающих, ряд приматов — от лори и ночных обезьян до бабуинов, шимпанзе и людей, киты косатки, опоссумы и другие хищные сумчатые, крысы и некоторые другие грызуны, ежи и другие.
Ряд видов млекопитающих являются специализированными охотниками на птиц. Каракал и сервал, оба из семейства кошачьих среднего размера, способны совершать прыжки, которые они используют для ловли летящих (преимущественно взлетающих) птиц, иногда по две за раз. Домашние кошки иногда могут специализироваться на охоте на птиц, если нет другой добычи. Некоторые хищники, такие как лисица и куницы, могут при случае убивать птиц в избытке. В 1972 году наблюдали, как четыре лисицы за одну ночь в одной колонии на побережье Камберленда убили 230 озёрных чаек, при этом лишь у менее 3 % этих чаек были какие-либо признаки съеденности. Существует предположение, что гигантская вечерница охотится на мелких перелётных птиц в небе над Южной Европой.
Многие млекопитающие, такие как белки, обезьяны и лесные куницы, также питаются птичьими яйцами и птенцами, когда им предоставляется такая возможность.

## Амфибии
Известно, что среди земноводных на птиц охотится лягушка Limnonectes megastomias.

## Членистоногие
Птиц могут при случае поедать крупные хищные членистоногие из разных групп, однако среди них нет ни одного вида, в рационе которого птицы составляли бы большую часть; тем более облигатных орнитофагов среди членистоногих нет.
Тем не менее целое семейство пауков было названо птицеедами, хотя им редко случается охотиться на птиц и питаться ими.
Однако другие крупные виды пауков, такие как нефилиды, плетущие крепкие ловчие сети, поедают мелких птиц, которые периодически попадают в их паутину. В частности были отмечены случаи поедания ими муний и других мелких птиц.
Многоножка с острова Филиппа Cormocephalus coynei получила название «гигантской многоножки-птицееда»; вся популяция этих многоножек на острове за год съедает от ~2100 до ~3730 птенцов гнездящегося здесь чернокрылого тайфунника. Предполагается, что эти многоножки смогли занять эту экологическую нишу благодаря отсутствию на острове хищных млекопитающих.
Достоверно известны случаи ловли и поедания колибри крупными богомолами; часто их добычей становится рубиновогорлый колибри. Кроме того, жертвами богомолов становятся и другие мелкие птицы, такие как различные воробьинообразные: нектарницы, медососы, мухоловки, виреоновые и европейские малиновки. Известно, что на птиц охотятся богомолы из родов: Coptopteryx, Hierodula, Mantis, Miomantis, Polyspilota, Sphodromantis, Stagmatoptera, Stagmomantis, Tenodera.
Существуют свидетельства, что ведущий наземно-древесный образ жизни крупный рак пальмовый вор может охотиться на морских птиц. Так, было снято видео, как взрослый рак подкрался к спящей красноногой олуше, раздробил клешнями кости обоих её крыльев и съел её вместе с пятью другими раками этого вида, которых, возможно, привлекли шум и запах крови.